# Club Social y Deportivo Jalisco
El Club Social y Deportivo Jalisco fou un club de futbol mexicà de la ciutat de Guadalajara, Jalisco.

## Història
El club va ser fundat el 1970 després de la desaparició del Club Deportivo Oro. L'any 1980 descendeix a segona divisió en perdre la promoció amb el club Unión de Curtidores. El 1984 arribà a la final per l'ascens a primera divisió enfront del Zacatepec, però perdé per un global de 3-1. L'any 1991 desaparegué en vendre la franquícia al Delfines Acapulco.